# گابریل توماس
گابریل توماس (انگلیسی: Gabrielle Thomas؛ زادهٔ ۷ دسامبر ۱۹۹۶) دونده اهل ایالات متحده آمریکا است.
وی در مسابقات کشوری و بین‌المللی در مجموع برندهٔ ۱ مدال برنز شده‌است.